# 汉口圣保罗座堂
圣保罗座堂（英語：St. Paul’s Cathedral, Wuhan）是过去中华圣公会鄂湘教区的主教座堂，位于汉口鄱阳街32号（北京路口）。1890年，美国圣公会中国差会在汉口英租界内兴建。1902年，圣公会鄂湘皖赣教区成立，主教驻节此堂。
1944年12月18日，美国空军轰炸武汉，汉口圣保罗座堂被炸毁。1951年，圣公会教友集资，在圣保罗堂原址的废墟上重建，但规模远不及旧堂。1958年，武汉基督教实行联合礼拜，圣保罗堂拨交江岸区房地产公司、江岸区审计局等单位使用。
修建长江隧道时，新圣保罗堂因处于出气孔道而被拆除，鲁兹故居继续保留在原址。
圣保罗座堂院内设有鄂湘教区主教办公处，1904～1938年间曾为美国主教吴德施（L.H.Roots，鲁兹）的住所。携全家居住于此。吴德施同情和支持中国革命，辛亥革命时期，这里成为反清人士的活动场所；抗日战争初期，安娜·路易斯·斯特朗、史沫特莱、白求恩等人都曾客居于此。1992年被公布为湖北省文物保护单位，得以保存。